# Maria Rosa da Veiga Araújo, Viscondessa dos Olivais

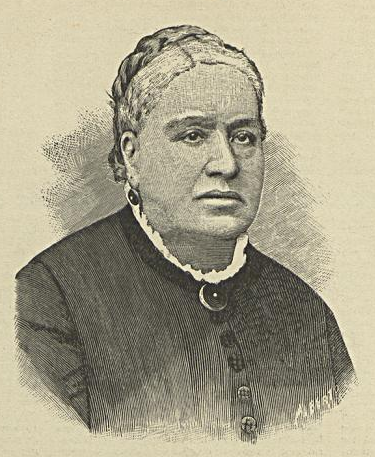
Viscondessa dos Olivais

Maria Rosa da Veiga Araújo, Viscondessa dos Olivais (São Lourenço, Macau, 1823 – Lisboa, 25 de Junho de 1892), foi uma aristocrata portuguesa que protegeu várias instituições de beneficência.
Maria Rosa da Veiga era filha do opulentíssimo negociante macaense José Joaquim Ferreira da Veiga e de sua mulher Rosa Joaquina de Paiva, e irmã do 1.º Visconde de Arneiro. Casou com António Teófilo de Araújo, 1.º Visconde dos Olivais, sem geração.
Esta senhora distinguiu-se pelo uso filantrópico e caritativo que fez da sua grande fortuna, dirigindo primeiro, com a maior dedicação, o Asilo da Lapa, e fundando depois, a expensas suas, o Asilo para crianças pobres nos Olivais, então subúrbio de Lisboa, onde não existia nenhum estabelecimento quer de educação, quer de beneficência. Foi inaugurado a 24 de Maio de 1896. Além da compra, adaptação e instalação do referido Instituto, que saíram do bolso da Fundadora, consagrava diariamente esta senhora uma grande parte do seu tempo a esse estabelecimento de caridade e, no seu testamento, legou-lhe avultada quantia para garantir o seu prosseguimento.